# Homo Twist
Homo Twist – polski zespół rockowy, łączący rock alternatywny z naturalistyczną poezją.
Zgodnie z deklaracją lidera, Macieja Maleńczuka, nazwa ma oznaczać ludzki taniec, gdyż pierwszy człon jest łacińskim słowem oznaczającym człowieka.
Jest to druga po Püdelsach formacja, którą współtworzy polski bard Maciej Maleńczuk, grupa powstała w 1990 w Krakowie. Na początku do Maleńczuka dołączyli krakowscy muzycy jazzowi Leszek Kowal (gitara basowa) i Grzegorz Schneider (perkusja). Po nagraniu pierwszej płyty skład grupy uległ poważnym zmianom, odeszli Kowal i Schneider, a dołączyli Franz Dreadhunter (gitara basowa) i Artur Hajdasz (instrumenty perkusyjne). Na drugiej płycie zespołu zagrał gościnnie między innymi Wojciech Waglewski. W 1996 z zespołu odszedł „Dreadhunter” i zastąpił go Olaf Deriglasoff, który zauważalnie wpłynął na brzmienie trzeciego albumu grupy. W 2000 roku zespół zagrał pożegnalną trasę koncertową, której pokłosiem była wydana dwa lata później płyta.
W 2004 Maleńczuk zreaktywował Homo Twist w składzie: Tomasz „Titus” Pukacki – bas (lider zespołu Acid Drinkers), Tomek Dominik – perkusja, Kuba Rutkowski – perkusja elektroniczna, Piotr Lewicki – instrumenty klawiszowe.
W maju 2007 roku z zespołu odszedł Titus, a jego miejsce ponownie zajął Olaf Deriglasoff.
21 marca 2008 roku ukazał się nowy album „Matematyk”. 1 kwietnia 2009 roku agencja „2XM” opiekująca się zespołem podała informację o zawieszeniu działalności zespołu.
W 2023 Maciej Maleńczuk poinformował o reaktywacji zespołu.

## Dyskografia
| 1994                           | Cały ten seks - Data: 11 kwietnia 1994 - Wydawca: Music Corner Records     | –  |
| 1996                           | Homo Twist - Data: 18 marca 1996 - Wydawca: Music Corner Records           | –  |
| 1997                           | Moniti Revan - Data: 14 lipca 1997 - Wydawca: Music Corner Records         | –  |
| 2002                           | Live After Death - Data: 28 stycznia 2002 - Wydawca: Music Corner Records  | –  |
| 2005                           | Demonologic - Data: 31 października 2005 - Wydawca: Metal Mind Productions | 21 |
| 2008                           | Matematyk - Data: 24 marca 2008 - Wydawca: Pomaton EMI                     | 11 |
| „–” pozycja nie była notowana. |                                                                            |    |

| 1997                           | Twist Again          | –  |
| 1997                           | Irma Tine Var        | 39 |
| 2005                           | Oni zaraz przyjdą tu | –  |
| 2005                           | Demonologic          | –  |
| „–” pozycja nie była notowana. |                      |    |

| Rok  | Tytuł                                                   | Utwór              |
| ---- | ------------------------------------------------------- | ------------------ |
| 1997 | Muzyka Przeciwko Rasizmowi - Wydawca: QQRYQ Productions | - „Krew na butach” |

## Nagrody i wyróżnienia
| Rok  | Kategoria                        | Tytułem    | Nagroda        | Nota      | Źródło |
| ---- | -------------------------------- | ---------- | -------------- | --------- | ------ |
| 1996 | Zespół roku                      | Homo Twist | Fryderyki 1996 | Nominacja | [ 13 ] |
| 1996 | Album roku rock                  | Homo Twist | Fryderyki 1996 | Nominacja | [ 13 ] |
| 1996 | Album roku – muzyka alternatywna | Homo Twist | Fryderyki 1996 | Nominacja | [ 13 ] |
| 2009 | Album roku rock                  | Matematyk  | Fryderyki 2009 | Nominacja | [ 14 ] |